# Trato reticuloespinal
O  trato reticuloespinal (ou reticuloespinal anterior) é um trato motor extrapiramidal que descende da formação reticular em dois tratos agindo nos neurônios motores que inervam o tronco e os músculos proximais. Está envolvido principalmente em locomoção e no controle postural, apesar de possuir outras ações.

## Funções
1.Integrar informação dos sistemas motores para coordenar movimentos automáticos de locomoção e postura.
2.Facilitar e inibir movimento voluntário; influenciar o tônus muscular
3. Mediar funções autonômicas
4. Modular impulsos de dor
5. Influencia o fluxo sanguíneo para o núcleo lateral geniculado do tálamo.

## Componentes
O trato é dividido em duas partes, o trato reticuloespinal medial (ou pontino) e o lateral (ou medular) (MRST e LRST, respectivamente).
- O MRST é responsável pela atividade de músculos extensores antigravitacionais. As fibras nesse trato parten do núcleo pontino reticular caudal e o núcleo pontino reticular oral, projetando-se para as lâminas VII e VIII da medula espinal.
- O LRST é responsável por inibir músculos excitatórios dos músculos axiais extensores, de movimento. As fibras desse trato partem da formação reticular medular, principalmente do núcleo gigantocelular, e descendem pelo comprimento da medula espinal na parte anterior da coluna. O trato termina na lâmina VII, com algumas fibras, contudo, terminando na lâmina IX da medula espinal.

O trato sensorial que envia informação na direção oposta é conhecido como o "trato reticuloespinal".

## Importância clínica
Inibido principalmente pelo trato corticospinal, caso ocorra algum dano no núcleo rubro  ou abaixo dele (por exemplo, no colículo superior) a secção é denominada decerebração e causa rigidez decerebrada, uma extensão sem oposição da cabeça e dos membros.
O trato retículoespinal também fornece uma via pela qual o hipotálamo pode controlar o fluxo simpático toracolombar e o fluxo sacral parassimpático.